# Ремінь газорозподільного механізму
Ремінь газорозподільного механізму (ГРМ) — використовується у поршневому двигуні для синхронізації обертання колінчастого та розподільного валу (також називають кулачковим ременем), або ланцюг газорозподільного механізму, або набір шестерень. Ця синхронізація гарантує, що клапани двигуна відкриваються і закриваються в правильний час по відношенню до положення поршнів.

## Дизайн
У більшості поршневих двигунів розподільні вали механічно з’єднані з колінчастим валом. Колінчастий вал приводить в дію розподільний вал (через ремінь ГРМ, ланцюг ГРМ або штовхачі), який, у свою чергу, приводить в дію впускний і випускний клапани. Ці клапани дозволяють двигуну вдихати повітря (або повітряно-паливну суміш) і видихати вихлопні гази.
Найбільш поширеними пристроями для передачі приводу є зубчасті гумові ремені, металеві ланцюги ГРМ або комплект шестерень. Зуби ременя/ланцюга/шестерні зачіпляються як з колінчастим, так і з розподільним валом(ами), таким чином синхронізуючи їхній рух.
У багатьох старих двигунах з верхнім розташуванням клапанів розподільний вал розташований у блоці поблизу колінчастого вала, тому для приводу розподільного вала часто використовується проста система передач. Двигуни з верхнім розподільним валом переважно використовують зубчасті паси або ланцюги, оскільки вони краще підходять для передачі приводу на великі відстані. Ремені ГРМ були звичайними для серійних автомобілів до 1970-х і 1980-х років, однак з 1990-х років ланцюги ГРМ стали більш поширеними через періодичність заміни, необхідну під час використання зубчастих ременів.

## Зубчасті гумові ремені
Словосполучення «ремінь ГРМ» зазвичай відноситься до гумового зубчастого реміня. Переваги зубчастих ременів зазвичай полягають у нижчій вартості, зменшених втратах на тертя, менше шуму, а ремені традиційно не потребують змащування. Основним недоліком є те, що ремені з часом зношуються, тому ремені рекомендується замінювати через певні проміжки часу. Часто рекомендується одночасна заміна водяного насоса двигуна, оскільки водяний насос також піддається зносу і легко доступний під час заміни зубчастого ременя.
Ремені ГРМ зазвичай розташовані перед двигуном і часто за кришкою для захисту від пилу та сміття. Однак деякі двигуни з 2008 року використовують «мокрі зубчасті паси», за допомогою яких ремінь змащується моторним маслом для зменшення тертя. У деяких конструкціях двигуна зубчастий ремінь також може використовуватися для приводу інших компонентів, таких як водяний насос і масляний насос.

## Дивись також
- Зубчастий ремінь
- Газорозподільний механізм